# Mary Elizabeth Mastrantonio

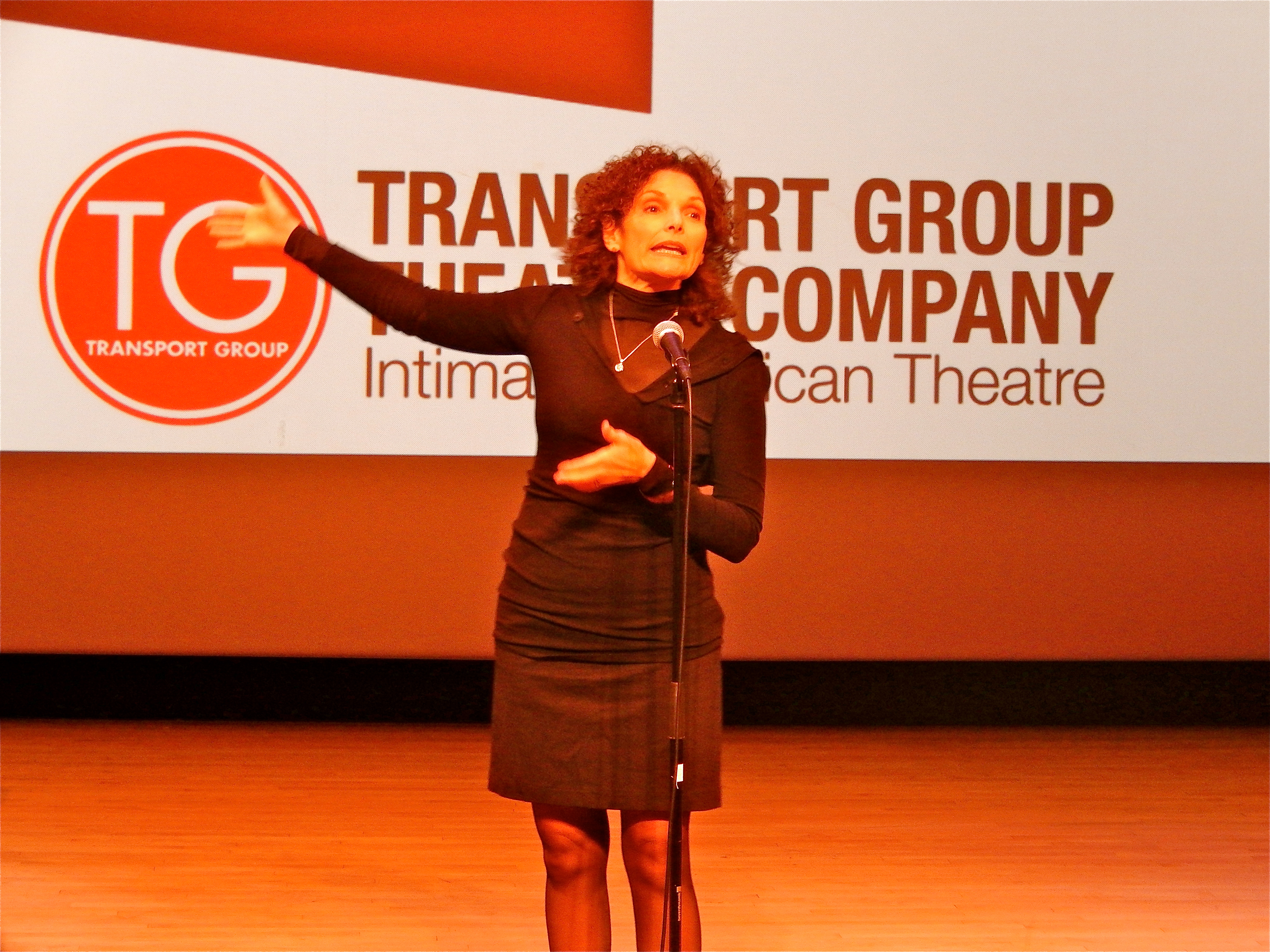
Mary Elizabeth Mastrantonio (2013)

Mary Elizabeth Mastrantonio (* 17. November 1958 in Lombard, Illinois) ist eine US-amerikanische Schauspielerin.

## Biografie
Mastrantonio wuchs in Oak Park, Illinois, USA als Tochter italienischer Einwanderer auf und begann ihre Karriere als Teenager mit Auftritten in der Schule. Sie machte ihren Abschluss an der Oak Park River Forest High School und besuchte die Illinois University. Dort wurde ihr Interesse an der Schauspielerei geweckt.
Nachdem sie nach New York gezogen war, spielte sie 1981 in der West Side Story und übernahm später auch Filmrollen. Ihren ersten Auftritt hatte sie 1983 neben Robert De Niro und Jerry Lewis in Martin Scorseses Komödie King of Comedy. In Scarface arbeitete sie unter Brian De Palma. Scorsese besetzte sie bald darauf in Die Farbe des Geldes. Für die Rolle in diesem Film erhielt sie eine Golden-Globe-, eine New-York-Film-Critics-Circle-Award- und eine Oscarnominierung als beste Nebendarstellerin.
Anfang der 90er wurde sie hauptsächlich durch ihre Rollen in Abyss – Abgrund des Todes, Das Gesetz der Macht und Robin Hood – König der Diebe – in dem sie die schwangere Robin Wright Penn ersetzte – weltweit einem großen Publikum bekannt.
Ab 2005 übernahm sie mehrere Gastauftritte in der Fernsehserie Without a Trace – Spurlos verschwunden. Sie spielt eine Kollegin, in die sich Hauptfigur Jack Malone verliebt. 2010 war sie Mitglied des Ensembles der Serie Criminal Intent – Verbrechen im Visier, in welcher sie Eric Bogosian als Captain des Major Case Squad ablöste.
1989 verliebte Mastrantonio sich beim Dreh von Im Zeichen der Jungfrau in den Regisseur Pat O’Connor. 1990 heirateten die beiden; sie haben zwei gemeinsame Kinder. Sie lebte mit ihrer Familie seit 2001 in London und zog in den 2010er-Jahren wieder in die USA.

## Karriere als Sängerin
Mastrantonio ist eine anerkannte Cabaret-Sängerin, was sie unter anderem im Film Wenn der Nebel sich lichtet (1999) unter Beweis stellen konnte. 2003 war sie für den Tony Award für ihre Darstellung der Aldonza/Dulcinea in der Wiederaufführung von Man of La Mancha nominiert.

## Filmografie
- 1983: King of Comedy (The King of Comedy)
- 1983: Scarface
- 1986: Die Farbe des Geldes (The Color of Money)
- 1987: Blondinen sterben früher (Slam Dance)
- 1989: Im Zeichen der Jungfrau (The January Man)
- 1989: Abyss – Abgrund des Todes (The Abyss)
- 1990: Narren des Schicksals (Fools of Fortune)
- 1991: Uncle Vanya (Uncle Vanya)
- 1991: Das Gesetz der Macht (Class Action)
- 1991: Robin Hood – König der Diebe (Robin Hood: Prince of Thieves)
- 1992: White Sands – Der große Deal (White Sands)
- 1992: Gewagtes Spiel (Consenting Adults)
- 1995: Das Geheimnis der drei Wünsche (Three Wishes)
- 1995: 25 Cent (Two Bits)
- 1999: Wenn der Nebel sich lichtet – Limbo (Limbo)
- 1999: Zeugenschutzprogramm (Witness Protection, Fernsehfilm)
- 2000: Der Sturm (The Perfect Storm)
- 2001: Tabloid – Gefährliche Enthüllungen (Tabloid)
- 2004: The Brooke Ellison Story (The Brooke Ellison Story)
- 2004: Stories of Lost Souls: Standing Room Only
- 2005–2006: Without a Trace – Spurlos verschwunden (Without a Trace, Fernsehserie, 10 Folgen)
- 2008: The Russell Girl
- 2010: Criminal Intent – Verbrechen im Visier (Law & Order: Criminal Intent, Fernsehserie, 14 Folgen)
- 2012–2017: Grimm (Fernsehserie, 7 Folgen)
- 2015–2016: Limitless (Fernsehserie, 22 Folgen)
- 2017–2019: Marvel’s The Punisher (Fernsehserie, 4 Folgen)
- 2018–2020: Blindspot (Fernsehserie, 22 Folgen)

## Auszeichnungen/Nominierungen
Oscar
- 1987: Nominierung: Beste Nebenrolle für Die Farbe des Geldes

Golden Globe Award
- 1987: Nominierung: Beste Nebenrolle für Die Farbe des Geldes

New York Film Critics Circle Award
- 1987: Nominierung: Beste Nebenrolle für Die Farbe des Geldes

MTV Movie Awards
- 1991: Nominierung: Beste weibliche Darstellung für Robin Hood – König der Diebe

Las Vegas Film Critics Society Awards 2000
- 2000: Nominierung Sierra Award in der Kategorie Beste Darstellerin für  Wenn der Nebel sich lichtet – Limbo (Limbo)

Tony Award
- 2003: Nominierung: Beste Schauspielerin in einem Musical für Man of La Mancha